# Menelaos Sakorafos
Menelaos Sakorafos (griechisch Μενέλαος Σακοράφος, * 1870; † 1943) war ein griechischer Säbelfechter und Ruderer.

## Erfolge
Bei den Olympischen Zwischenspielen 1906 in Athen nahm Menelaos Sakorafos in drei Konkurrenzen in zwei Sportarten teil. Im Fechten schied er in der ersten Runde des Einzels aus, während er mit der Mannschaft den zweiten Rang belegte und gemeinsam mit Ioannis Georgiadis, Triantafyllos Kordogiannis und Christos Zorbas die Silbermedaille gewann. Im Rudern trat er im Vierer mit Steuermann über 2000 m an, beendete mit seinen drei Mannschaftsmitgliedern das Rennen aber nicht.